# Bad Wörishofen
Bad Wörishofen (indtil 1920: Wörishofen) er en kurby og den største by i den schwabiske Landkreis Unterallgäu i den tyske delstat Bayern. Sebastian Kneipp arbejdede i det 19. århundrede i Bad Wörishofen og spredte herfra sin viden om den helbredende kraft i vand, der er grundlaget i Kneippkuren.

## Geografi
Bad Wörishofen ligger i Region Donau-Iller i Mittelschwaben, omkring 80 km vest for München og 35 km øst for Memmingen ved Wörthbach, en lille biflod til Mindel.

### Inddeling
I kommunen ligger ud over Bad Wörishofen landsbyerne Dorschhausen, Frankenhofen, Hartenthal, Kirchdorf, Oberes Hart, Obergammenried, Schlingen, Schöneschach, Stockheim, Unteres Hart og Untergammenried.